# Гриненко Валентина Василівна
Валентина Василівна Гриненко (нар. 13 січня 1908, Санкт-Петербург — пом. 25 грудня 1981, Краснодар) — радянський вчений в галузі фізіології рослин. Доктор біологічних наук з 1973 року, професор з 1974 року.

## Біографія
Народилась 13 січня 1908 року у Санкт-Петербурзі в родині службовця. У 1925 році закінчила середню школу в Джанкої, 1930 року — природне відділення Кримського педадагогічного інституту.
- У 1930—1941 роках — старший науковий співробітник на Кримській дослідній плодоягідній станції;
- У 1941—1944 роках — завідувачка лабораторії агрохімії на дослідній станції плодівництва в Саратові. 1943 року захистила кандидатську дисертацію[1];
- У 1944—1950 роках — завідувачка лабораторії фізіології і біохімії Всеросійського науково-дослідного інституту виноградарства і виноробства в Новочеркаську[1]. Член ВКП(б) з 1950 року;
- У 1950—1960 роках — завідувачка лабораторії фізіології Інституту ботаніки АН Таджикистану[1];
- У 1960—1981 роках — завідувачка лабораторії фізіології і біохімії рослин Північно-Кавказького зонального науково-дослідного інституту садівництва і виноградарства в Краснодарі.

Померла 25 грудня 1981 року в Краснодарі.

## Наукова діяльність
Досліджувала зимостійкість і посухостійкість виноградної лози, механізми стійкості до несприятливих факторів середовища, способи підвищення адаптивних реакцій рослин. Роботи Гриненко сприяли розширенню північного кордону промислу культури винограду неукривної зони РРФСР, освоєння гірських незрошуваних територій Середньої Азії. Автор біля 200 наукових робіт, власник 5 авторських свідоцтв на винаходи. Серед робіт:
- О защитных реакциях виноградной лозы и приспособлении ее к условиям зимнего периода. — Физиология растений, 1965. т. 12, вып. 1 (у співавторстві);
- Влияние обезвоживания на длительное послесвечение листьев винограда. — Физиология растений, 1973, т. 20, вып. 1 (у співавторстві);
- Создание оптимального светового режима виноградников при механизированном уходе. — Садоводство, виноградарство и виноделие Молдавии, 1973, № 11 (у співавторстві з Е. П. Маміконян).

## Нагороди
Нагороджена орденом «Знак Пошани», медалями «За доблесну працю у Великій Вітчизняній війні», «За трудову доблесть», «За перемогу над Німеччиною», 4-ма медалями ВДНГ СРСР.